# Wirtschaftsgymnasium
Ein Wirtschaftsgymnasium (auch: Fachgymnasium Wirtschaft/ Fachgymnasium für Wirtschaft & Verwaltung, Berufliches Gymnasium Wirtschaft, Wirtschaftswissenschaftliches Gymnasium) ist in Deutschland ein weiterführendes Gymnasium, das oft nur eine Oberstufe besitzt.

## Organisation
Das Wirtschaftsgymnasium ist in jedem Bundesland unterschiedlich organisiert. Daher gibt es keine genaue allgemeingültige Beschreibung. Schwerpunktfächer sind neben den allgemeinbildenden Fächern in der Regel Betriebswirtschaftslehre (inkl. Rechnungswesen, Controlling) und Volkswirtschaftslehre, die entweder beide als einzelne Fächer oder in kombinierter Form in einem Fach unterrichtet werden. Ein wirtschaftlicher Bezug kann zudem auch in weiteren Fächern, zum Beispiel Mathematik, Anwendung finden.
Absolventen wird die allgemeine Hochschulreife (Abitur, höchster deutscher Schulabschluss) oder, wenn eine zweite Fremdsprache nicht belegt wurde, in einigen Bundesländern die Fachgebundene Hochschulreife verliehen. Abgängern – je nach Bundesland – der 11. bzw. 12. Jahrgangsstufe kann unter bestimmten Voraussetzungen die Fachhochschulreife oder der schulische Teil der Fachhochschulreife zuerkannt werden.

## Aufnahmevoraussetzungen
Wer im Anschluss an die Sekundarstufe I den mittleren Schulabschluss (Fachoberschulreife) mit der Berechtigung zum Besuch der gymnasialen Oberstufe besitzt („Q-Vermerk“), kann ins Wirtschaftsgymnasium aufgenommen werden. In Niedersachsen ist der Erweiterte Sekundarabschluss I Eingangsvoraussetzung für das Berufliche Gymnasium. Für Schüler des 8-jährigen Gymnasiums ist die Aufnahmebedingung die Berechtigung zum Besuch der gymnasialen Oberstufe am Ende der Jahrgangsstufe 9.
Schüler, die die zweijährige Höhere Handelsschule abgeschlossen und den schulischen Teil der Fachhochschulreife erworben haben, können in die Jahrgangsstufe 12 des Wirtschaftsgymnasiums aufgenommen werden und dann in zwei Jahren zum Abitur gelangen. Sie müssen dann aus der Höheren Handelsschule Unterricht in der zweiten Fremdsprache Spanisch nachweisen.

## Abschlüsse und Berechtigungen
1. Allgemeine Hochschulreife: Wer ausschließlich das Abitur erreichen will, legt am Ende der Jahrgangsstufe 13 die Abiturprüfung ab. Neben dem Leistungskurs BRC kann Englisch, Mathematik oder Deutsch als weiterer Leistungskurs gewählt werden.
2. Schulischer Teil der Fachhochschulreife: Wer das Wirtschaftsgymnasium nach der Jahrgangsstufe 11 oder 12 verlässt, kann den schulischen Teil der Fachhochschulreife ohne weitere Prüfung zuerkannt bekommen.
3. Mittlerer Schulabschluss (Fachoberschulreife): G-8-Schüler erwerben mit der Versetzung in die Jahrgangsstufe 12 des Beruflichen Gymnasiums den mittleren Schulabschluss

### Berufliches Gymnasium Wirtschaft in Niedersachsen
Alle erfolgreichen Absolventen eines Beruflichen Gymnasiums Wirtschaft in Niedersachsen können jedes Fach an jeder Universität und Hochschule in Deutschland studieren. Hierdurch unterscheidet sich das Berufliche Gymnasium Wirtschaft z. B. von der Berufsoberschule, die in der Regel nur fachbezogene Abschlüsse verleiht.

#### Gliederung
Das Berufliche Gymnasium in Niedersachsen gliedert sich in eine einjährige Einführungsphase (Stufe 11) sowie in eine zweijährige Qualifikationsphase (Stufe 12/13). In die Einführungsphase kann eintreten, wer den erweiterten Sekundarabschluss I erhalten hat bzw. die Versetzung in die Oberstufe eines Gymnasiums. Wer nicht vier Schuljahre bis zum Ende des Bildungsganges am Unterricht einer zweiten Pflichtfremdsprache teilgenommen hat, muss zwingend (neben Englisch in der 11. Stufe) eine neue Sprache bis zum Abitur belegen. Ab der Stufe 12 kann dann Englisch abgewählt werden. In der Einführungsphase werden Kenntnisdefizite ausgeglichen; der Unterricht findet hauptsächlich im Klassenverband statt.

#### Fächer
Die Profilfächer des niedersächsischen Beruflichen Gymnasiums sind Betriebswirtschaft mit Rechnungswesen/Controlling (BRC), Volkswirtschaft (VW) sowie Informationsverarbeitung (IV). Zusätzliches Profilfach ist das Fach Praxis der Unternehmung (bis 2009 noch: Fachpraxis), das an das Fach BRC gebunden ist. Weitere Fächer sind Mathematik, Deutsch, Englisch, weitere Fremdsprachen (häufig Spanisch), Naturwissenschaften (entweder Biologie oder Physik oder Chemie), Politik (ein Halbjahr in Stufe 11), Religion/Werte und Normen (Stufe 11 sowie zwei Halbjahre in 12 oder 13) und Geschichte (ein Halbjahr in Stufe 11 sowie zwei Halbjahre in 12 oder 13). Wenn die Schule Religion oder Geschichte als Prüfungsfach anbietet, so kann auch in diesem Fach die Abiturprüfung im vierten oder fünften Prüfungsfach abgelegt werden (gilt für alle Schüler eines Beruflichen Gymnasiums, die zum 1. August 2010 in die Einführungsphase eintreten).

#### Regelungen und Prüfungen
In der Einführungsphase und in der Qualifikationsphase wird das 15-Punkte-Schema angewandt.
Am Ende der Stufe 11 werden für die Stufe 12/13 drei von fünf Prüfungsfächer gewählt. Erstes verbindliches Prüfungsfach (P1) ist BRC. Für das zweite und dritte Prüfungsfach (P2 und P3) müssen zwei der Fächer Mathematik, Deutsch oder Englisch gewählt werden. Das erste Prüfungsfach (BRC) wird auf erhöhtem Niveau (vierstündig) unterrichtet. Das zweite und dritte Prüfungsfach wird ebenfalls auf erhöhtem Niveau unterrichtet, jedoch fünfstündig. Das vierte und fünfte Prüfungsfach (P4 und P5) kann entweder das sein, was nicht für P2/3 gewählt wurde, außerdem noch eine weitere Fremdsprache, Naturwissenschaft, IV oder VW – von diesen beiden Fächern muss eins gewählt werden. P1-4 werden schriftlich geprüft, P5 mündlich. Die beiden letzten Prüfungsfächer sowie alle restlichen Fächer werden auf grundlegendem Niveau unterrichtet (zwei-, drei- oder vierstündig; dies entspricht dem Niveau der ehemaligen Grundkurse). Es dürfen nur Prüfungsfächer gewählt werden, die die gesamte Qualifikationsphase mindestens dreistündig belegt werden.
In den meisten Schulen in Niedersachsen ist die Qualifikationsphase des Beruflichen Gymnasiums Wirtschaft praktisch in einem Kurssystem organisiert. In der Stufe 12.2 wird im Fach BRC und in einem weiteren Fach wie Informationsverarbeitung oder dem an BRC gekoppelten Fach Praxis ein Projekt durchgeführt. In diesem Projekt lernen die Schüler grundlegende Methoden des Projektmanagements kennen und wenden diese in der Kooperation mit einem Betrieb o. ä. an. Darüber hinaus muss eine Projektarbeit in BRC geschrieben werden.
Die Regelungen in der Qualifikationsphase leiten sich aus der niedersächsischen Verordnung über die Berufsbildenden Schulen (BBSVo) ab. Die Durchführung der Abiturprüfung entspricht den Regelungen der allgemeinbildenden Gymnasien (AVO-GOBAK). Die schriftlichen Prüfungen werden als Zentralabitur durchgeführt, lediglich das Fach Informationsverarbeitung ist hiervon ausgenommen. Im Fach Deutsch werden exakt dieselben Abiturvorschläge eingereicht, wie sie auch für die allgemeinbildenden Gymnasien bestehen. In den Fächern Englisch und Mathematik wird ein wirtschaftlicher Bezug in den Prüfungen verlangt, wodurch sich diese Prüfungen inhaltlich von den des allgemeinbildenden Gymnasiums unterscheiden. Das Fach Volkswirtschaft existiert unabhängig von der Betriebswirtschaftslehre nur auf dem Beruflichen Gymnasium Wirtschaft, weshalb diese Prüfung nur für Schüler des Beruflichen Gymnasiums Wirtschaft gilt.

### Wirtschaftsgymnasium in Rheinland-Pfalz
In Rheinland-Pfalz besteht nach der Sekundarstufe I die Möglichkeit, auf das Wirtschaftsgymnasium zu wechseln. Dies ist für einen Schüler möglich, wenn dieser das freiwillige 10. Jahr an einer Hauptschule erfolgreich bestanden hat, den Sekundarabschluss I an einer Realschule erworben hat oder die Übergangsberechtigung in die Klasse 11 an einem Gymnasium erhalten hat. Allerdings gilt dies nur, wenn der Notendurchschnitt 3,0 (gilt für alle, die von der Hauptschule und der Realschule kommen, für Gymnasiasten zählt das Versetzungszeugnis) nicht übersteigt (arithmetisches Mittel). Aufgrund der hohen Anmeldezahlen an einem Wirtschaftsgymnasium kann dieser Schnitt jedoch stark gesenkt werden. Außerdem darf in den Fächern Deutsch, Mathematik und Englisch keine Note unter 'ausreichend' sein.

#### Fächer
Zuerst befinden sich die Schüler in der einjährigen Einführungsphase (Klasse 11), die in Klassenform gehalten wird. Im Gegensatz zu allgemeinbildenden Gymnasien hat der Schüler hier vier Leistungsfächer, das für die meisten neue Fach BWL/Rechnungswesen, das insgesamt fünf Stunden in der Woche gelehrt wird, und die Fächer Deutsch, Mathematik und Englisch mit vier Stunden in der Woche.
Im Wirtschaftsgymnasium besteht außerdem die Möglichkeit, eine zweite Fremdsprache neu zu erlernen, da dies eine Voraussetzung für das Abitur ist. Diese wird mit 3 bis 4 Stunden in der Woche unterrichtet und ist meist Französisch und Spanisch. Außerdem können Schüler Englisch nach der 11. Klasse nicht abwählen und auch Schüler, die Französisch schon im bisherigen Schulverlauf hatten, können sich nicht dem Französischunterricht entziehen. Allerdings spielt dies beim Zusammenstellen der Punktzahl für das Abitur eine große Rolle.
Naturwissenschaften sind im Wirtschaftsgymnasium Physik und Chemie (neuerdings in einigen Schulen auch Biologie), welche jeweils 2 Stunden pro Woche in der Einführungsphase erteilt werden. In der Qualifikationsphase entscheiden sich die Schüler für eines der Fächer. In seltenen Fällen besucht ein Schüler allerdings auch beide Naturwissenschaften. Dies bedarf aber der Zustimmung der Schulleitung und der Fachlehrer. Generell wird jedoch verpflichtend die Informationsverarbeitung gelehrt, welche als zweite Naturwissenschaft angesehen wird.

#### Phasen
Die Einführungsphase soll in erster Linie ein allgemeines Niveau erzeugen, da Schüler mit unterschiedlichen Voraussetzungen an die weiterführende Schule kommen.
In zweiter Linie werden die Schüler an die neuen Fächer BWL/Rechnungswesen, VWL und Informationsverarbeitung (einer Form der angewandten Informatik) gewöhnt.
Am Ende der 11. Klasse wählen die Schüler ihre Leistungskurse für die Qualifikationsphase aus.
Anders als in allgemeinbildenden Gymnasien werden die Schüler in sogenannten Kursen in Klassenform zusammengebracht, so dass die Schüler kein 'wirkliches' Kurssystem haben. Insgesamt stehen 11 Kombinationen zur Auswahl. Als Leistungskurse stehen zur Auswahl: BWL, VWL, Deutsch, Mathematik, Englisch und Informationsverarbeitung. Jeder Leistungskurs wird in der Qualifikationsphase fünfstündig gehalten. Außerdem ist die Wahl von BWL oder VWL verpflichtend. Häufig werden jedoch beide Fächer als Leistungskurse gewählt.
Nach den zwei Jahren der Qualifikationsphase stellen sich die Schüler dem Abitur, welches in den drei Leistungskursen in schriftlicher Form geprüft wird und einem vierten mündlichen Prüfungsfach.